# Pterygoplichthys joselimaianus
Pterygoplichthys joselimaianus — прісноводний вид риб з роду Птеригопліхт родини Лорікарієві ряду сомоподібні, поширений у Бразилії. Утримують також в акваріумах. Інша назва «птеригопліхт мармуровий».

## Опис
Досягає 30,5 см завдовжки. Спостерігається статевий диморфізм: самці більші за самиць. Зовнішністю схожий на птеригопліхту парчевого. Голова доволі велика, морда дещо витягнута. З боків проходять збільшені кісткові пластинки, проте одонтоди (шкіряні зубчики) майже відсутні. Очі маленькі або середнього розміру, розташовані у верхній частині голови. Рот нахилено донизу, являє собою своєрідну присоску. Тулуб кремезний, подовжений, вкрито кістковими пластинками. Спинний плавець великий, вітрилоподібний. Звідси походить інша назва цього сома. Жировий плавець маленький. Хвостове стебло звужується. Грудні плавці великі й довгі, трикутної форми. У самців перші промені грудних плавців збільшені, що всіяні великими шипиками. Черевні плавці коротше за грудні, проте ширші або такі ж самі. Анальний плавець маленький, більший за жировий. Хвостовий плавець великий, зі скошеною до голови верхньою частиною. У дорослих особин верхня частина хвостового плавці має невеличкий виріст.
Забарвлення шоколадно-коричневе. У залежності від настрою колір може світлішати або темнішати. Спинний плавець з мереживним малюнком золотавого кольору з помаранчевою облямівкою. Хвостовий плавець також має помаранчеву облямівку. Тіло молодих особин вкрито своєрідною щільною золотаво-жовтою мережею з вічками неправильної форми. Вона зникає з віком.

## Спосіб життя
Є демерсальною рибою. Зустрічається в озерах, ставках, лагунах і розливах з бідними вмістом кисню у воді. Віддає перевагу земляним, мулистим ґрунтам, що завалені корчами. Активна у присмерку та вночі. Живиться синьо-зеленими, діатомовими водоростями, детритом і замшілою деревиною, а також хробаками й личинками комах, яких засмоктує ротом.

## Розповсюдження
Мешкає у басейні річки Токантінс.

## Утримання в акваріумі
Невибагливий вид, умови утримання подібні до іншого близького виду — птеригопліхта парчевого. Параметри води:  22-30°C, dH 4-20°, pH 6,5-8,2.